# Órbita heliocéntrica

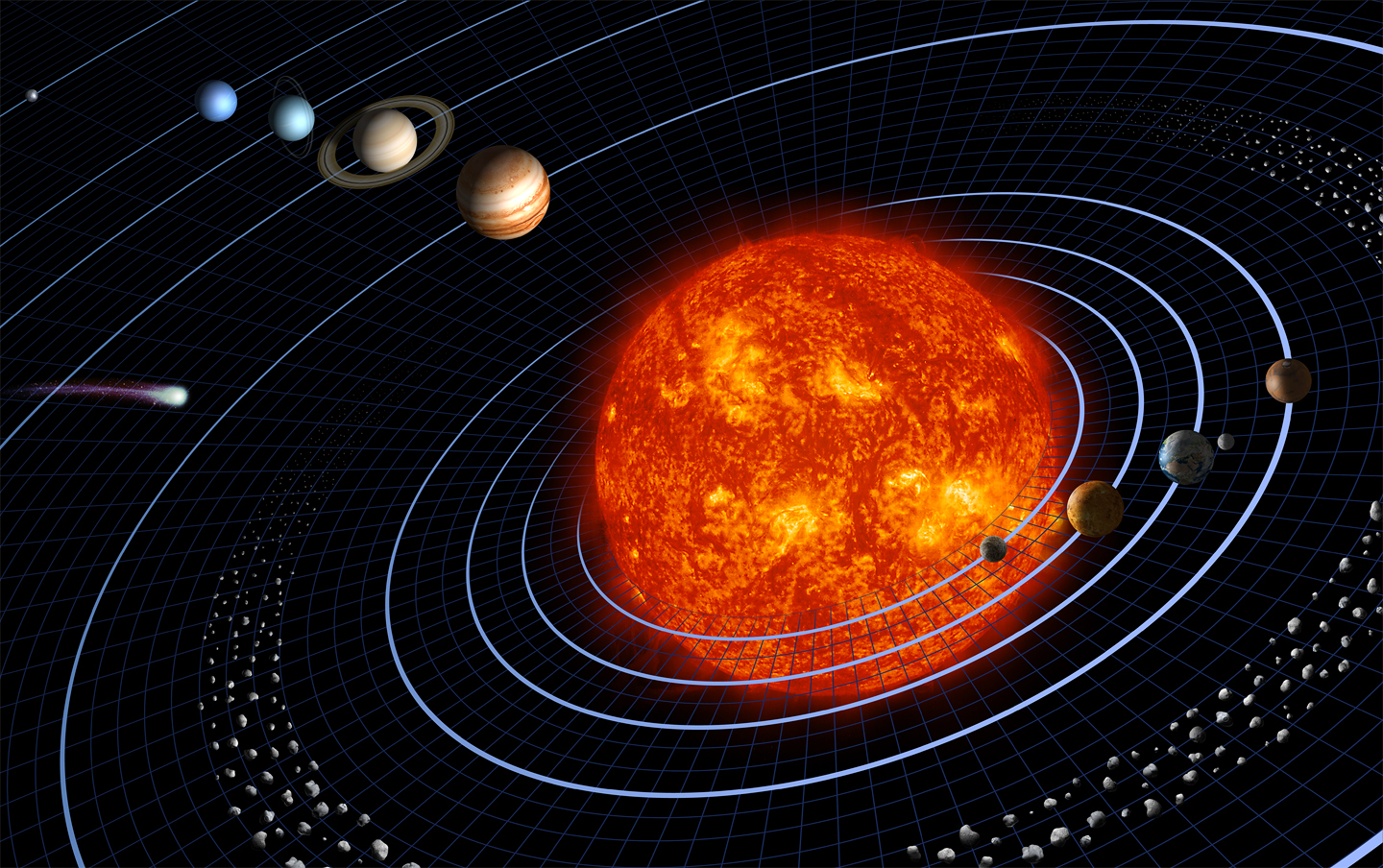
Representación de las órbitas heliocéntricas que siguen los planetas del sistema solar.

Una órbita heliocéntrica (también conocida como órbita circunsolar) es aquella que se realiza alrededor del Sol. En nuestro sistema solar, todos los planetas, asteroides y cometas poseen órbitas como esta, así como algunas sondas espaciales y basura espacial. En contraste, por ejemplo la Luna posee una órbita geocéntrica, es decir, alrededor del planeta Tierra.
El prefijo helio- proviene de la palabra helios (ἥλιος) del griego antiguo, que significa sol, y también de Helios, la personificación del Sol en la mitología griega.

## Inyección Trans-Marte

Diagrama de inyección de Trans-Marte. A = Órbita de transferencia Hohmann. B = Misión de conjunción. C = Misión de oposición.

Una inyección Trans-Marte (TMI) (o transmarciana) es una órbita heliocéntrica en la que una maniobra propulsiva se utiliza para establecer una nave espacial en una trayectoria, también conocida como órbita de transferencia de Marte, que hará que la nave llegue a orbitar Marte.
Cada dos años se abren ventanas de transferencia de baja energía que permiten el movimiento entre planetas con las condiciones delta-v más bajas posibles. Las inyecciones de transferencia pueden colocar una nave espacial en una órbita de transferencia de Hohmann o una órbita de transferencia bielíptica. Las inyecciones Trans-Marte pueden ser una sola maniobra de impulsión, como la usada por el orbitador MAVEN de la NASA, o una serie de impulsiones repetidas de perigeo, como la utilizada por la ISRO Mars Orbiter Mission.